# 5,45 × 39 мм
5,45×39 мм — малоимпульсный советский промежуточный патрон центрального воспламенения. Разработан в начале 1970-х годов группой конструкторов и технологов под руководством В. М. Сабельникова: Л. И. Булавской, Б. В. Сёминым, М. Е. Федоровым, П. Ф. Сазоновым, В. И. Волковым, В. А. Николаевым, Е. Е. Зиминым, П. С. Королевым. Принят на вооружение в 1974 году.

## Описание

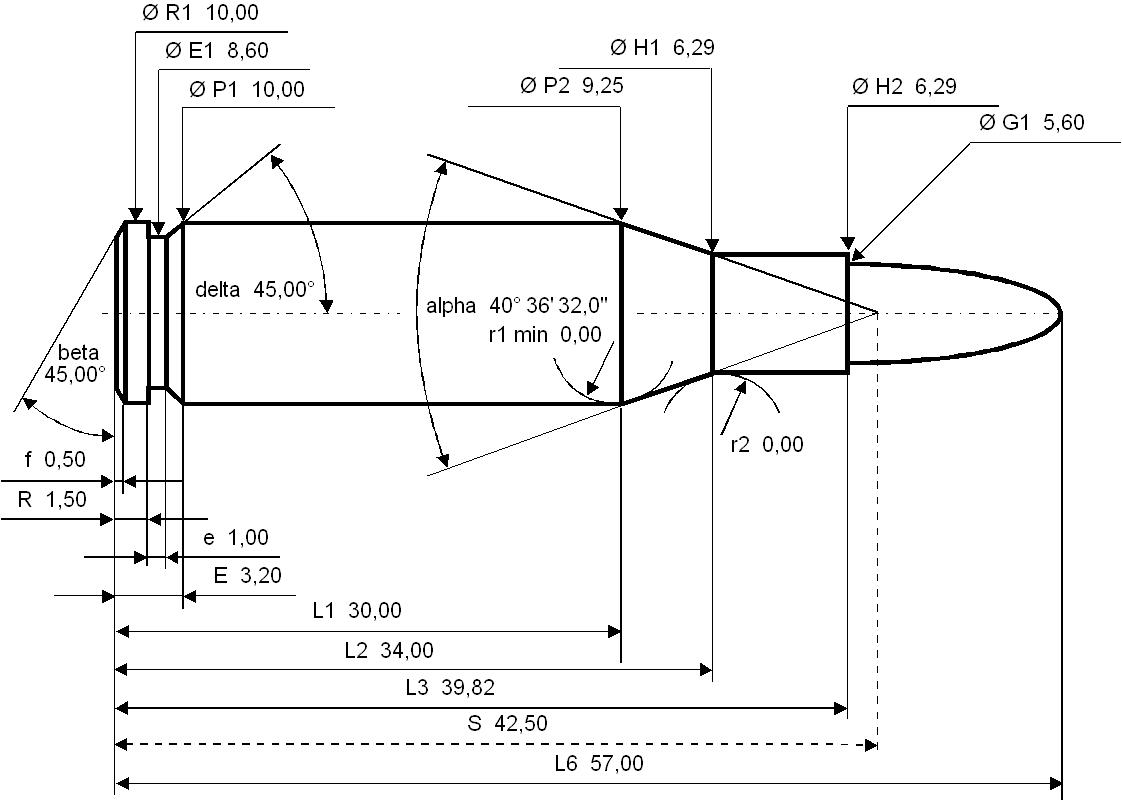

При проектировании патрона 5,45×39 мм разработчики учитывали опыт создания и боевого применения американского патрона 5,56×45 мм, поэтому новый патрон получился сопоставимым по эффективности, несмотря на меньшую мощность. Малокалиберная пуля с высокой начальной скоростью обеспечивает высокую настильность траектории (в сравнении с патроном 7,62×39 мм, дальность прямого выстрела увеличилась на 100 метров), обладает неплохим пробивным действием и значительной убойной силой. Малый импульс отдачи в момент выстрела благоприятно сказывается на кучности и меткости стрельбы, а уменьшение массы патрона позволяет стрелку увеличить носимый боезапас (200 патронов 7,62×39 мм весят столько же, сколько 300 патронов 5,45×39 мм).
Штатно патрон снаряжается цельнооболочечной пулей. Стандартная пуля покрыта оболочкой из медного сплава, а внутри содержится сердечник из мягкой стали. Гильза патрона бутылочной формы, с кольцевой проточкой у основания, без выступающего фланца.
Армейские патроны 5,45×39 мм производились в СССР, ГДР, Югославии, и производятся в Болгарии, Польше, Румынии, Индонезии, Франции, Сербии, Китае, КНДР и Чехии. На постсоветском пространстве они производятся в России, Киргизии, Узбекистане.
К недостаткам можно отнести склонность к рикошетированию (что особенно неудобно в городских условиях, горной местности, замкнутых пространствах), меньшую бронепробиваемость на дальних дистанциях, но это относится исключительно к первым вариантам патрона с пулей ПС (7Н6/7Н6М). В варианте с пулями ПП (7Н10), БП (7Н22) бронепробиваемость соизмерима с пулями 7,62-мм патрона (7,62×39) обр. 1943 года, а в варианте с пулей БС (7Н24) бронепробиваемость выше как пуль 7,62-мм патрона (7,62×39) обр. 1943 года, так и 7,62-мм винтовочного патрона (7,62×54) обр. 1908 года.

## Достоинства и недостатки
Ниже приведён список достоинств и недостатков патрона 5,45×39, в сравнении с промежуточным патронами 7,62х39 и зарубежного 5,56х45:
Достоинства
- Тяжесть ранений мягких тканей может быть выше, чем от 7,62[6];
- Малый импульс отдачи и высокая настильность;
- Малая масса патрона (10,2 грамма против 12,1 у 5,56 и 16,2 у 7,62);
- Высокая скорость полёта пули;
- Пробиваемость на малых и средних дистанциях выше чем у 7,62×39.

Недостатки
- Невысокая пробивная способность у простых[каких?] патронов на больших дистанциях;
- Останавливающее действие ниже, чем у 7,62×39 и 5,56×45. По сравнению с 7,62×39, 5,45-й имеет куда меньшую энергию, вес пули и калибр (2000 Дж 7,62 против 1400 Дж у 5,45, массу пули в 2 раза меньше), по сравнению с 5,56 имеет меньшую энергию (1400 Дж против 1700 Дж), и не может фрагментироваться как 5,56.

## Номенклатура советских и российских патронов

Разрез патрона (A — металлическая оболочка, B — стальной сердечник, C — полость, D — свинцовая вставка, E — пороховой заряд, капсюль не показан)

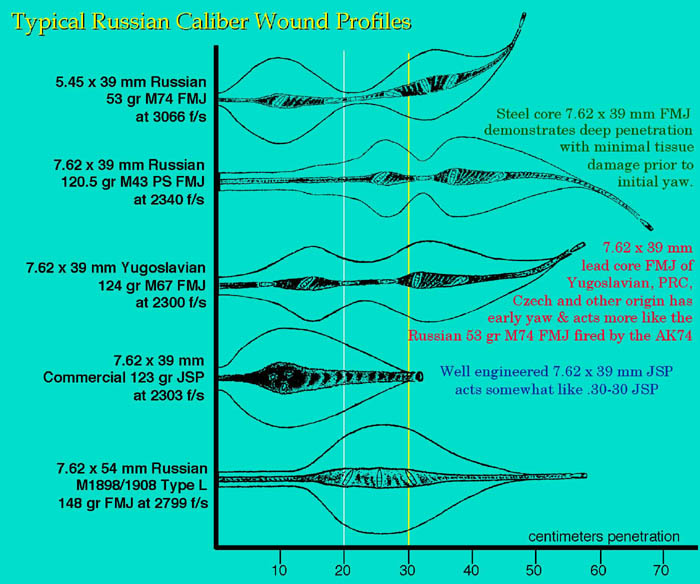
Раневой канал пули 5,45×39 мм (сверху)

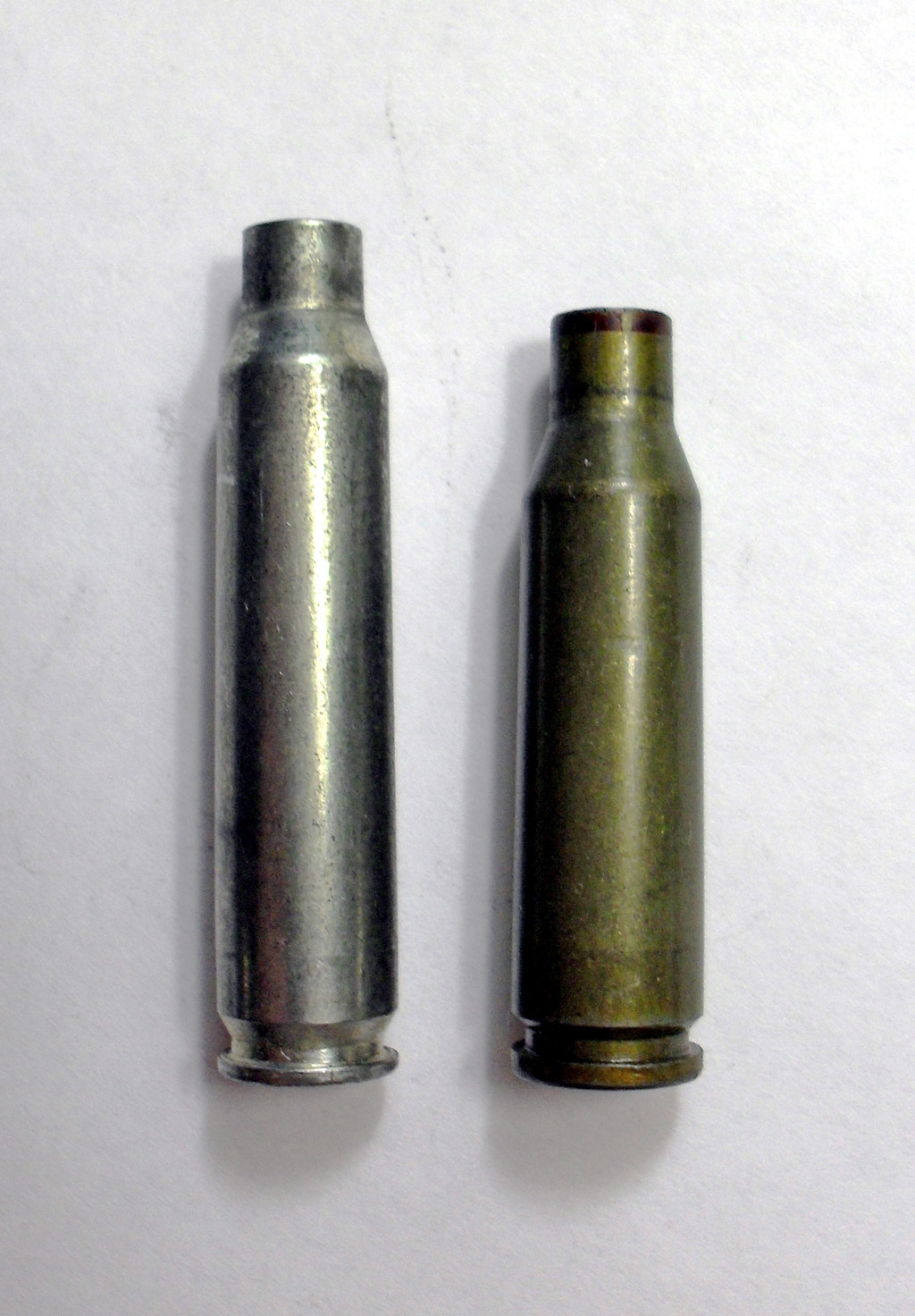
Гильзы патронов 5,56×45 мм (.223 Remington) и 5,45×39 мм.

Разработаны и серийно производятся различные варианты патронов 5,45×39 мм:
- 5,6 13МЖ — опытный патрон на базе переобжатой гильзы 7,62-мм патрона обр. 1943 года. Длина патрона 54 мм (позднее — 56 мм), пуля со стальным сердечником и свинцовой рубашкой. Масса пули 3,3...3,6 г; масса сердечника 1,52 г; масса свинцовой рубашки 0,53 г; длина пули 25...25,55 мм; длина гильзы 37,7 мм[8]. Разрабатываемый патрон носил название 5,6-мм патрона; действительный калибр патрона, определяемый диаметром канала ствола по полям нарезов, составлял 5,45 мм[9].
- 5,6 13МЖВ — опытный патрон, разработанный в 1964...1965 годах. Отличался от 13МЖ новой гильзой с меньшим коэффициентом бутылочности. Баллистические характеристики патрона остались прежними. Длина патрона 57 мм, длина гильзы 39,6 мм[10]. Доработка патрона привела к созданию 5,45 ПС. В 80-х годах встречались в войсках наряду с обычными. Маркировка на гильзе 74 год. Количество в цинке меньше чем, 5,45 ПС и в картонных коробочках, на ящике маркировка 5,45 13 МЖВ или МЖВ 13. При стрельбе ведет себя иначе, значительно экспансивнее[11][нет в источнике].
- 5,45 ПС (Индекс ГРАУ — 7Н6) — патрон обр. 1974 г. с обыкновенной пулей ПС со стальным сердечником. Пуля не окрашена, красный лак герметизатора. Масса пули — 3,4 г; масса сердечника (Сталь 10) — 1,43 г; начальная скорость — 880—900 м/с.
- 5,45 ПС (Индекс ГРАУ — 7Н6М) — патрон с обычной пулей ПС со стальным сердечником. Пуля не окрашена, красный лак герметизатора. Разработан в 1986 году. Масса пули — 3,4 г; масса сердечника (Сталь 65Г) — 1,43 г; начальная скорость — 880—900 м/с.
- 5,45 ПП (Индекс ГРАУ — 7Н10) — патрон с пулей повышенной пробиваемости ПП со стальным термо упрочнённым сердечником. Принят на вооружение в 1994 году. Пуля не окрашена, фиолетовый лак герметизатора. Масса патрона — 10,8 г; масса пули — 3,62—3,74 г; масса сердечника (Сталь 70, 75) — 1,72—1,80 г; начальная скорость пули — 860—880 м/с. С 1992 года с целью экономии свинца и повышения пробивного действия пули, патрон 7Н10 стал стандартным. Производители — ФКП АПЗ «Вымпел» (№ 7), Барнаульский патронный завод (№ 17), частное акционерное общество «Луганский патронный завод» (№ 270).
- 7Н20 — опытный патрон с бронебойной пулей, серийно не выпускался.
- 5,45 БП (Индекс ГРАУ — 7Н22) — Патрон с бронебойной пулей БП. Принят на вооружение в 1998 году. Масса пули: 3,65—3,69 г; начальная скорость 870—910 м/с. В пуле 7Н22 применён остроконечный сердечник из высокоуглеродистой стали У12А, изготовленный методом резки с последующим шлифованием оживальной части. Масса сердечника 1,75 г. Пуля пробивает бронеплиту толщиной 5 мм, на дистанции 250 м. Лак герметизатора красного цвета, пуля имеет носик чёрного цвета. Производитель — Барнаульский патронный завод (№ 17)[12]
- 5,45 БС (Индекс ГРАУ — 7Н24) — в 1998 году был разработан патрон со специальной бронебойной пулей БС. Патрон предназначен для поражения живой силы, в том числе оснащённой индивидуальными средствами защиты, и легкобронированных огневых средств. Пуля БС состоит из стальной плакированной томпаком оболочки, тупоконечного сердечника из твёрдого сплава ВК8 на основе карбида вольфрама и свинцовой рубашки. Пуля БС обеспечивает пробитие стальной плиты толщиной 5 мм из стали марки 2П на дальности до 350 метров. Масса патрона — 11,2 г. Масса пули — 4,1 г. Сердечник массой 2,1 г изготовлен из вольфрам-кобальтового сплава ВК-8. Масса порохового заряда (порох ВУфл или лаковый[англ.] ССНф30) — 1,40/1,46 г. Пуля отличительной окраски не имеет. Гильза стальная лакированная. Патрон был принят на вооружение под индексом ГРАУ 7Н24, выпускается на — ФКП «АПЗ „Вымпел“» (№ 7), ОАО «Тульский патронный завод» (№ 539), Барнаульский патронный завод (№ 17). Начальная скорость пули (автомат АК74) — 820—840 м/с. Кучность стрельбы R50, на дальности 100 м — менее 3,2 см. Патроны выпуска 1990-х года завода ФКП «АПЗ „Вымпел“» (№ 7) имели маркировку идентичную патрону 7Н22 — чёрная вершинка пули и красный лак на стыке гильзы с пулей и капсюлем. В 1999—2007 годах патроны завода ФКП «АПЗ „Вымпел“» (№ 7) выпускались с нанесением чёрного лака на стык гильзы с пулей и капсюлем. Остальные заводы и в остальные годы патроны 7Н24 выпускались с красным лаком и без окраса вершинки пули и внешне неотличимы от патронов 7Н6. В 2007 году ФКП "АПЗ «Вымпел» (№ 7)[13], а в 2010 году Барнаульским патронным заводом (№ 17) было освоено производство модернизированного патрона 7Н24.000-01 (или 7Н24М), который обеспечивает пробитие бронеплиты толщиной 5 мм из стали 2П на дальности 500 м.
- 5,45 БТ (Индекс ГРАУ — 7БТ4) — в 2005—06 годах под индексом ГРАУ 7БТ4, был принят на вооружение патрон с бронебойно-трассирующей пулей БТ. Носик пули окрашен в зелёный цвет. Масса патрона — 10,15 г; масса пули — 3,02 г; начальная скорость — 870—895 м/с. Патрон разработан специалистами ОАО «Конструкторское бюро автоматических линий имени Льва Николаевича Кошкина». Патрон с пулей БТ предназначен для поражения живой силы, в том числе оснащённой средствами индивидуальной защиты, корректировки огня и целеуказания. Пуля БТ состоит из стальной плакированной томпаком оболочки, стального сердечника, свинцовой рубашки, трассирующего заряда и калиброванного колечка. 80 % пуль трассируют на дальности 850 м, а также 80 % пуль обеспечивают пробитие стального листа Ст.3КП толщиной 8 мм на дальности 200 метров или бронеплиты толщиной 5 мм из стали 2П на дальности 70 метров. Выпуск патронов с пулей БТ был налажен на патронном заводе Ульяновский машиностроительный завод (№ 3) и ОАО «Тульский патронный завод» (№ 539). Серийные патроны имеют маркировку идентичную патрону 7Т3 — зелёная вершинка пули и зелёная полоса на упаковке, хотя изначально предполагалось, что пули БТ будут маркироваться в виде зелёного пояска вокруг вершинки пули. Предполагается, что патроны с пулей БТ вытеснят в производстве патроны 7Т3 и 7Т3М.

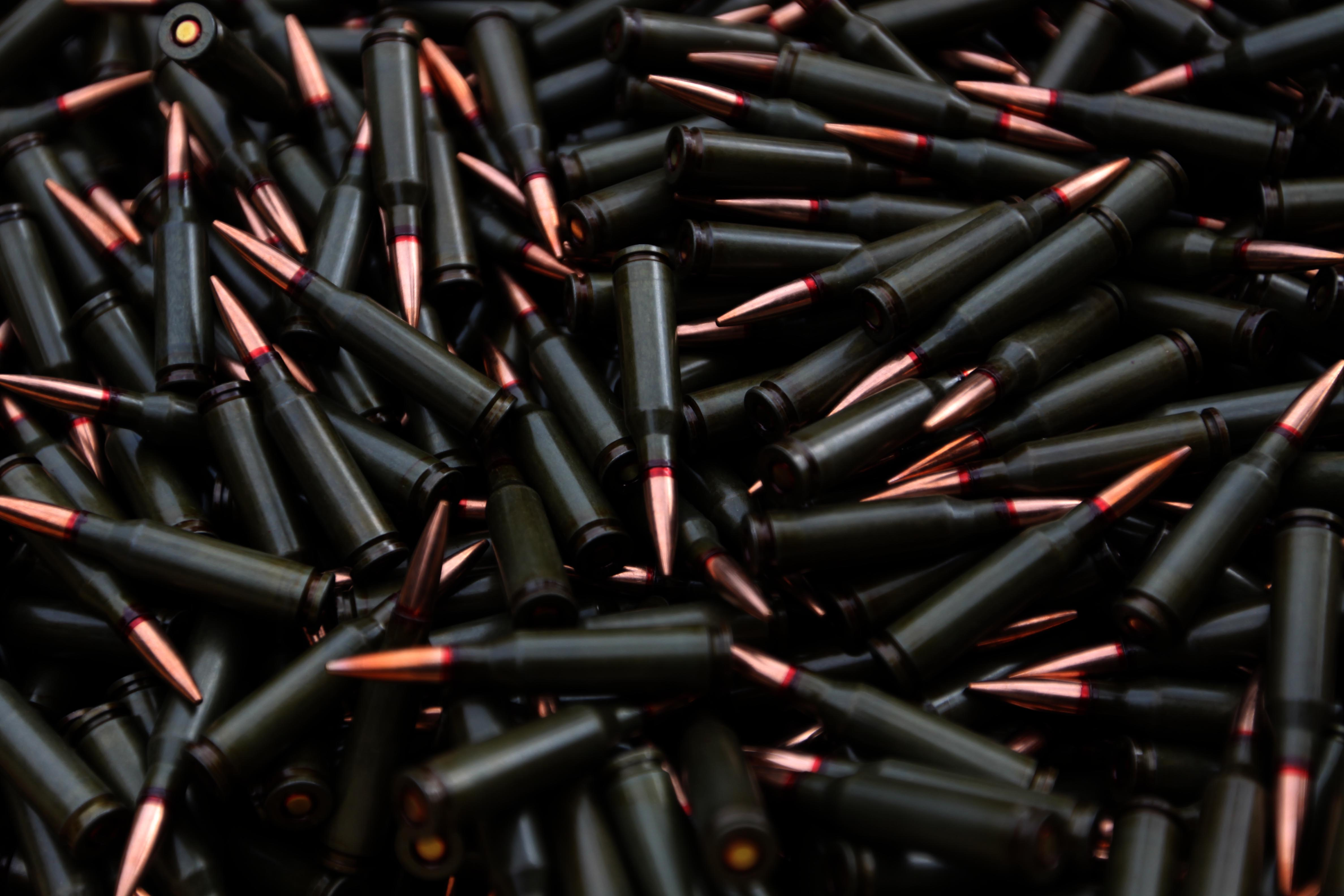

- 5,45 Т (Индекс ГРАУ — 7Т3) — патрон с трассирующей пулей Т. Носик пули окрашен в зелёный цвет. Масса патрона — 10,3 г; масса пули — 3,23 г; начальная скорость — 883 м/с. Трассирующая пуля предназначена для целеуказания и корректировки огня при стрельбе на дальности до 800 метров, а также для поражения живой силы. Пуля состоит из биметаллической оболочки, свинцового сердечника и запрессованного в оболочку воспламенительного, переходного и трассирующего состава и калибровочного колечка. При выстреле горение порохового заряда зажигает воспламенительный заряд, который по выходе пули из канала ствола воспламеняет переходной заряд, а затем трассирующий. В полёте пуля оставляет яркую светящуюся трассу красного цвета, хорошо видимую днём и ночью на дальности до 800 метров (и 850 метров у пули ТМ). Патрон с трассирующей пулей был разработан группой конструкторов ЦНИИТОЧМАШ под руководством Булавской Л. И. Патрон был принят на вооружение под индексом ГРАУ 7Т3. В конце 1990-х годов на вооружение был принят патрон с модернизированной трассирующей пулей ТМ. Пуля с новым трассёром обеспечивала вынос трассы на 50-100 метров от дульного среза ствола, а дальность трассирования увеличена с 800 метров до 850 метров. В настоящее время выпуск патронов с трассирующими пулями осуществляется заводом Ульяновский машиностроительный завод (№ 3). С середины 1980-х годов патроны для упаковки во влагонепроницаемые пакеты выпускаются с оксидированными чёрными капсюлями. Патроны с пулями Т и ТМ не имеют видимых различий и маркируются окрасом вершинки пули в зелёный цвет и зелёной полосой на упаковке. Патроны упаковываются в бумажные пакеты по 30 штук патронов или во влагонепроницаемые пакеты по 120 штук в каждом.
- 5,45 ТМ (Индекс ГРАУ — 7Т3М) — модернизированный патрон с трассирующей пулей. Носик пули окрашен в зелёный цвет. Производитель — ОАО «Тульский патронный завод» (№ 539)
- 5,45 УС (Индекс ГРАУ — 7У1) — патрон с пулей УС с уменьшенной скоростью. С принятием на вооружение автомата АК-74 в конце 1970-х годов начались работы по созданию стрелково-гранатомётного комплекса, аналогичного комплексу «Тишина». Новый комплекс 6С1 «Канарейка» включал малогабаритный автомат АКС-74УБ калибра 5,45 мм с прибором для ведения бесшумно-беспламенной стрельбы и бесшумный 30-мм гранатомёт БС-1М. Для ведения бесшумной стрельбы необходимо было разработать патрон калибра 5,45 мм с пулей с дозвуковой начальной скоростью полёта. Патрон с пулей УС предназначен для ведения одиночной бесшумной и беспламенной стрельбы по живой силе и небронированной технике. Пуля УС состоит из стальной плакированной томпаком оболочки, металлокерамического сердечника из сплава ВК8 на основе карбида вольфрама и свинцовой рубашки. Пуля УС имеет слабовыраженный уступ и несколько больший диаметр ведущей части (5,67 мм против 5,65), что было продиктовано необходимостью улучшения обтюрации пороховых газов в канале ствола. Патрон разрабатывался группой конструкторов и технологов ЦНИИТОЧМАШ, включающей Булавскую Л. И. и Николаева В. А. Отработка патрона с пулей УС была начата в конце 1970-х годов с использованием патронов 7Н6 с уменьшенной пороховой навеской. Первые патроны имели маркировку в виде чёрной вершинки пули с усиленным лаковым покрытием стыка гильзы с пулей. Для сохранения эквивалентности энергии пули УС с пулей ПС при стрельбе на дальности до 400 метров, пуля была утяжелена до 5,1 г. В начале 1980-х годов были разработаны первые образцы патронов с пулей УС со свинцовым сердечником (имели отличительную маркировку окрасом вершинки пули в фиолетовый цвет). В середине 1980-х годов на вооружение был принят финальный образец патрона под индексом ГРАУ 7У1 с пулей УС с металлокерамическим сердечником. Выпуск патронов 7У1 был налажен на заводе Луганский патронный завод (№ 270), но был прекращён в конце 1980-х годов с отменой решения о постановке на вооружение комплекса 6С1. Серийные патроны 7У1 имеют отличительную маркировку в виде вершинки чёрного цвета с зелёным пояском и черно-зелёной полосы на упаковке. Патроны с пулей УС запрещается использовать для стрельбы из ручных пулемётов РПК-74. Помимо обычных патронов, согласно отраслевому стандарту, выпускались образцовые патроны с пулей УС, отличавшиеся окрасом вершинки пули в белый цвет. Масса патрона — 12,25 г; масса пули — 5,15 г; начальная скорость пули — 303 м/с. В настоящее время патроны УС в России не выпускаются, по неподтверждённой информации в настоящее время патрон 5,45 УС (Индекс ГРАУ — 7У1) выпускается в Луганске, во всяком случае в каталоге частного акционерного общества «Луганский патронный завод» (№ 270) (Украина) вышеуказанный патрон присутствует[14].
- 5,45 ПРС — патрон с пулей пониженной рикошетирующей способности (разработан для спецслужб и правоохранительных органов). С 2002 года патроны серийно выпускает Барнаульский патронный завод (№ 17), ранее в 1990-х годах ФКП "АПЗ «Вымпел» (№ 7) поставлял для нужд МВД патроны калибра 5,45 мм с пулей ПС с усечённой у вершинки оболочкой пули. Патроны ПРС БПЗ до 2008 года имели коммерческое донное клеймо. В 2008 году было принято специальное донное клеймо, содержащее литеры «ПРС». Патроны ПРС имеют отличительную маркировку в виде фиолетового лака на стыке гильзы с пулей и капсюлем.
- 5,45 ПСП (5,45 ПСП-У — учебный вариант патрона) — патрон для подводной стрельбы. Масса пули боевого патрона — 16 г, масса пули учебного патрона — 8 г, длина пули — 53,5 мм, пуля цельнометаллическая изготовлена из карбидо-вольфрамового сплава (бронзовый сплав для учебного варианта патрона), длина патрона — 57 мм. Начальная скорость (в воздушной среде) — 333 м/с (430 м/с — для учебного варианта патрона). Производится с 2005 г. на ОАО «Тульский патронный завод» (№ 539) малой серией.
- 7H39 — 2013 году завод «Вымпел» совместно с ФГУП «ЦНИИточмаш» и ООО «ТехКомплект» за счёт собственных средств завершил опытно-конструкторскую работу по изготовлению нового патрона с кодовым обозначением «Игольник», под индексом «ГРАУ 7Н39». Данный боеприпас по пробивным характеристикам в 1,8 раза превосходит существующий бронебойный патрон «7Н24». Бронебойная пуля «7Н39» содержит стальную оболочку, плакированную томпаком, твердосплавный сердечник и свинцовую рубашку. Сердечник изготавливали из вольфрамокобальтовых порошков с содержанием карбида вольфрама 92 % по массе и кобальта 8 % по массе, он имеет твёрдость «HRA» не ниже 85.0 единиц, а также предел прочности на изгиб не менее 2000 МПа. Головная часть твердосплавного сердечника выполнена заострённой.
- 5,45 СН-П — в 1986 году на снабжение ВВС СССР был принят комплекс СОНАЗ (стрелковое оружие носимого аварийного запаса), состоящий из трёхствольного пистолета ТП-82 со стволами двух калибров под патроны 5,45 мм и 12,5 мм. Патроны комплекса СОНАЗ были разработаны группой конструкторов ЦНИИТОЧМАШ, в которую входили Сазонов П. Ф. (руководитель работ), Смекаев К. В., Бобров В. М., Фёдоров М. Е., Бабкин В. И., Шамина Г. П., Полченков В. И. и Лысенко М. И. Комплекс СОНАЗ создавался как оружие для защиты лётчиков и космонавтов от диких зверей, для добычи пищи в безлюдной местности и подачи сигналов. Для нарезного ствола был разработан специальный патрон с экспансивной пулей со стальным сердечником. Пуля патрона СН-П предназначена для охоты на диких животных и состоит из стальной плакированной томпаком оболочки с усечённой вершинкой, стального сердечника и свинцового оголённого сердечника в головной части пули. Экспансивная пуля обеспечивает в 8-10 раз более обширную зону поражения по сравнению с пулей штатного патрона 7Н6. С целью исключения путаницы с армейскими патронами, калибр охотничьих патронов обозначался как 5,45×40 мм. Вес патрона — 10,7 г, длина патрона — 55,8 мм, средний вес пули — 3,6 г, Марка пороха — ВУ фл 545, средний вес порохового заряда — 1,38 г, начальная скорость пули — 825—840 м/с, максимальное давление пороховых газов — 3000 кг/см2 дальность эффективной стрельбы — до 200 м.
- 7Х3 — в конце 1970-х годов в ЦНИИТОЧМАШ в дополнение к боевым патронам Волковым В. И. и Иогансеном Б. А. был разработан холостой патрон. Холостой патрон предназначен для имитации звукового эффекта стрельбы из всех видов штатного оружия под патроны калибра 5,45 мм. Патрон используется с навинчиваемой дульной втулкой, которая обеспечивает давление пороховых газов, необходимое для работы автоматики оружия и разрушения пластикового имитатора пули. Холостой патрон снаряжается пластиковым имитатором пули, который при прохождении канала ствола разрушается в дульной втулке. Значительные усилия при разработке были потрачены на поиск подходящего химического состава пластика. Холостой патрон с пластиковым имитатором был принят на вооружение под индексом ГРАУ 7Х3. Холостые патроны не имеют специально маркировки. До 1980-х годов стык гильзы с пластиковым имитатором пули окрашивался лаком фиолетового цвета, а после — красного. До недавнего времени стык гильзы с капсюлем-воспламенителем не окрашивался лаком. Армейские холостые патроны выпускаются заводами ФКП "АПЗ «Вымпел» (№ 7), ОАО «Тульский патронный завод» (№ 539), Барнаульский патронный завод (№ 17), частное акционерное общество «Луганский патронный завод» (№ 270) (Украина). Помимо армейских версий патрона, ТПЗ освоил в производстве экспортные холостые патроны гражданского назначения со стальной гильзой с фосфатно-полимерным покрытием. Шумовые патроны выпускались под маркой WOLF (а в данное время под маркой Tulammo). У шумовых патронов стык гильзы с пластиковым имитатором пули окрашивается зелёным лаком. Также, производство гражданской версии холостого патрона было освоено Барнаульским патронным заводом. Масса патрона — 6,6 г; масса полой пластмассовой пули — 0,22-0,26 г; заряд специального быстрогорящего пороха массой 0,24 г.
- 7Х3М — в конце 1990-х годов Барнаульский патронный завод (№ 17) освоил в производстве модернизированный холостой патрон калибра 5,45 мм. Новый холостой патрон не имеет пластиковой пули, а изготавливается из удлинённой стальной гильзы с дульцем обжатым звёздочкой. Холостой патрон такой конструкции отрабатывался в 70-е годы вместе с патроном 7Н6 и 7Т3, а опытные партии патронов выпускались Тульским патронным заводом, но патрон был принят на вооружение лишь в начале 2000-х годов под индексом ГРАУ 7Х3М.
- 7Х4 — учебный патрон с инертным снаряжением. Отличается наличием четырёх продольных выштамповок на гильзе и двойного кольцевого обжима пули в дульце гильзы.
- Образцовый патрон — предназначен для сравнительной проверки баллистических характеристик хранящихся на складах патронов. Соответствует штатному патрону (7Н6), но изготовлен с повышенной точностью. Носик пули окрашен в белый цвет.
- Патрон с усиленным зарядом (УЗ) — вся пуля целиком чёрного цвета. Используется в технологических целях при производстве оружия.
- Патрон высокого давления (ВД) — вся пуля целиком жёлтого цвета. Используется в технологических целях при производстве оружия[15].

## Оружие, использующее патрон

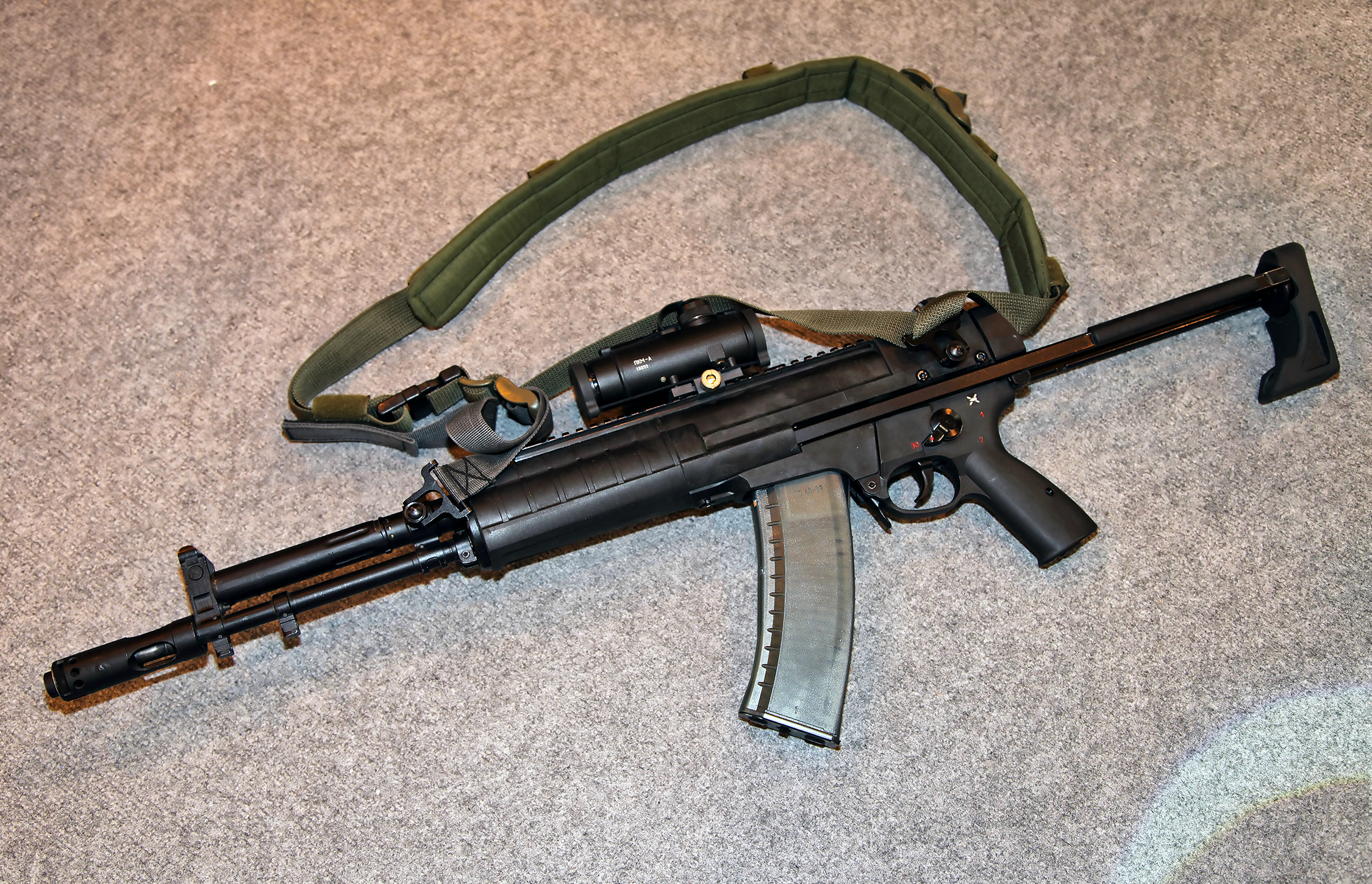
Корд (6П67).

- 6С1 «Канарейка»
- 80.002
- A-91
- АО-63
- ČZ 2000
- Kbk wz. 88 Tantal
- NGM-81
- PA md. 86
- Skbk wz 89 Onyks
- SSG-82
- Wieger StG-942
- АДС
- АК-105
- АК-200, АК-205
- Сайга-МК 5,45
- Вепрь ВПО-148-01
- АЕК-971
- АК-107
- АК-12
- АК-74
- АКС-74У
- АН-94
- STM-545
- STM-415
- Ваган
- Вепр
- К-3
- К-11
- Корд (6П67)
- Вулкан-М
- ПУ-21
- РПК-16
- РПК-74
- РПЛ-20
- РПН
- Форт-221
- АМ-17

## Спортивные и охотничьи патроны 5,45×39 мм
При разработке патрона 5,45×39 мм и вплоть до рубежа 1980-х — 1990-х годов не ставилось задачи создания гражданского оружия под этот патрон и специализированных экспортных вариантов коммерческих патронов. На постсоветском пространстве в большинстве стран оборот патронов 5,45×39 мм законодательно запрещён или ограничен (в связи с тем, что оружие под данный патрон находится на вооружении). До недавнего времени, кроме автоматов Калашникова и их модификаций, под данный патрон разработано очень небольшое количество моделей гражданского оружия (немецкая винтовка SSG-82, российские карабины «Вепрь-5,45», «Сайга МК 5,45» и американский карабин Smith&Wesson Model M&P15R). В июне 2012 года группой спортсменов и коллекционеров патрон 5,45×39 мм был сертифицирован для гражданского рынка России, несмотря на негативную позицию МВД РФ по этому вопросу.
В США патрон 5,45×39 мм также завоёвывает рынок, что в некоторой мере объясняется его дешевизной в сравнении с патроном .223 Rem. (5,56×45 мм) и меньшим импульсом отдачи при стрельбе. С октября 2014 года на внутренний российский рынок поставляются карабины «Сайга» под патрон 5,45×39 мм в исполнении 01 — охотничий нескладной приклад, длинное цевьё и в исполнении 08 — складной приклад, короткое цевьё. Впоследствии, исполнение 08 заменено вариантом сайга мк 030, конструктивно полностью схожей с АК-74 м, за исключением требования исключения стрельбы очередями и со сложенным прикладом.
- после объединения Германии патроны 5,45×39 мм со складов Народной армии ГДР некоторое время продавались в качестве коммерческих боеприпасов для гражданского оружия под наименованием .215 RWS.[4]
- Тульский патронный завод[20] выпускает два варианта спортивно-охотничьих патронов 5,45×39 мм:
  - 5,45×39 — патрон спортивно-охотничий со стальной гильзой с полимерным покрытием и оболочечной биметаллической пулей (FMJ) со свинцовым сердечником, масса пули 4.2 г, начальная скорость пули 860 м/с, длина патрона 55,8 мм;
  - 5,45×39 — патрон спортивно-охотничий, гильза стальная с полимерным покрытием и полуоболочечной биметаллической пулей (НР) со свинцовым сердечником, с пустотой в головной части и срезанной вершинкой, масса пули: 3,75—4,00 г, начальная скорость пули 850 м/с;
- Барнаульский патронный завод[21] выпускает несколько вариантов спортивно-охотничьих патронов 5,45×39 мм:
  - 5,45×39 — патрон спортивно-охотничий со стальной лакированной гильзой и оболочечной биметаллической пулей (FMJ) со свинцовым сердечником, масса пули 3,85 г, начальная скорость пули 940 м/с, длина патрона 57 мм. В 2014 году данный патрон был сертифицирован на территории Российской Федерации в качестве спортивно-охотничьего и начал продаваться в оружейных магазинах, с небольшим запозданием на рынке Российской Федерации появилось охотничье оружие Сайга-5,45 использующее данный патрон;
  - 5,45×39 — патрон спортивно-охотничий со стальной лакированной гильзой и оболочечной биметаллической пулей (FMJ) со свинцовым сердечником, масса пули 4.2 г, начальная скорость пули 860 м/с, длина патрона 55,8 мм;
  - 5,45×39 — патрон спортивно-охотничий со стальной лакированной гильзой и полуоболочечной биметаллической пулей (SР) со свинцовым сердечником, масса пули 3,56 г, начальная скорость пули 930 м/с, длина патрона 52 мм;
  - 5,45×39 — патрон спортивно-охотничий со стальной лакированной гильзой и полуоболочечной биметаллической пулей (НР) со свинцовым сердечником, с пустотой в головной части и срезанной вершинкой, масса пули 3,56 г, начальная скорость пули 930 м/с, длина патрона 52 мм;
- Амурский патронный завод[22] выпускает два варианта спортивно-охотничьих патронов 5,45×39 мм:
  - 5,45×39 — патрон спортивно-охотничий со стальной лакированной гильзой и оболочечной биметаллической пулей (FMJ) со свинцовым сердечником, масса пули 3,65—3,95 г, начальная скорость пули 835 м/с;
  - 5,45×39 — патрон спортивно-охотничий со стальной лакированной гильзой и полуоболочечной биметаллической пулей (НР) со свинцовым сердечником, с пустотой в головной части и срезанной вершинкой, масса пули 3,60—3,90 г, начальная скорость пули 835 м/с.
- В Луганске патрон 5,45×39 мм выпускает Луганский патронный завод[23];
  - 5,45×39-4 — патрон спортивный, гильза стальная плакированная, оболоченная биметаллическая пуля (FMJ) со свинцовым сердечником, масса пули 4,30—4,50 г, средняя скорость пули 785—810 м/с, средняя кучность стрельбы R50 на дальности 100 м — 35 мм;
- В США фирма Hornady[24] производит охотничий патрон 5,45×39 мм, используя стальную гильзу с полимерным покрытием производства Тульского патронного завода (в США поставляется под маркой TulAmmo) и пулю собственного производства;
  - 5,45×39 — патрон охотничий, гильза стальная с полимерным покрытием и полуоболочечной томпаковой пулей (V-MAX) со свинцовым сердечником и пластиковым баллистическим наконечником, масса пули 3,89 г (60 гран), начальная скорость пули 856 м/с;